# 卓肇昌
卓肇昌（？—？），字思克，臺灣清治時期鳳山縣人，乾隆十五年（1750年）舉人，曾出任屏山書院山長，並參與編撰《重修鳳山縣志》，著有多首竹枝詞傳世。

## 生平
卓肇昌父親卓夢采為清朝秀才，早有文名，作有〈鳳岫春雨〉，且性情正直良孝，常行醫濟世。康熙六十年（1721年）朱一貴事件爆發，卓夢采曾悍然拒絕朱一貴招募，亂平後得獲知縣陳志泰高其行誼，頒贈「儒林芳標」一匾事蹟而留名。
卓肇昌自幼承父親庭訓，乾隆五年（1740年）考取秀才，乾隆十五年（1750年）中舉人（乾隆庚午科藍彩琳榜），朝廷本將卓肇昌揀發為知縣職（知縣候補人選），但由於地方官員人數過多，卓肇昌無法就職，僅能出任屏山書院山長。乾隆二十七年（1762年），時任鳳山知縣王瑛曾發起《重修鳳山縣志》的編纂，並延請同具舉人身份的黃佾與卓肇昌擔任該方志的參閱。
卓肇昌從自宅進入鳳山縣城的屏山書院督課數十載，途中常經行蓮池潭賞景，卓氏在教學生涯尚留下「龜山八景」的紀錄，分別是「山嵐曙色、層巖晚照、雨中春樹、疏林月霽、晴巒觀海、古寺薰風、登峰野望、寒夜啼猿」等語句供後人懷想追思，傳誦至今。

## 作品
卓肇昌所作詩、文、賦和竹枝詞作品均收錄於《重修鳳山縣志》中。卓氏作品多自南台灣的地景、歷史、傳說中取材，曾著有《栖碧堂全集》，但今已不存。連橫在《臺灣詩乘》一書中，談論臺灣文人甚少有出版文集的現象，有留存至今的多收錄於方志，其中《鳳山志》收錄較廣，但佳作不多，連橫僅給予卓夢采、卓肇昌父子作品較高的評價。

## 逸聞

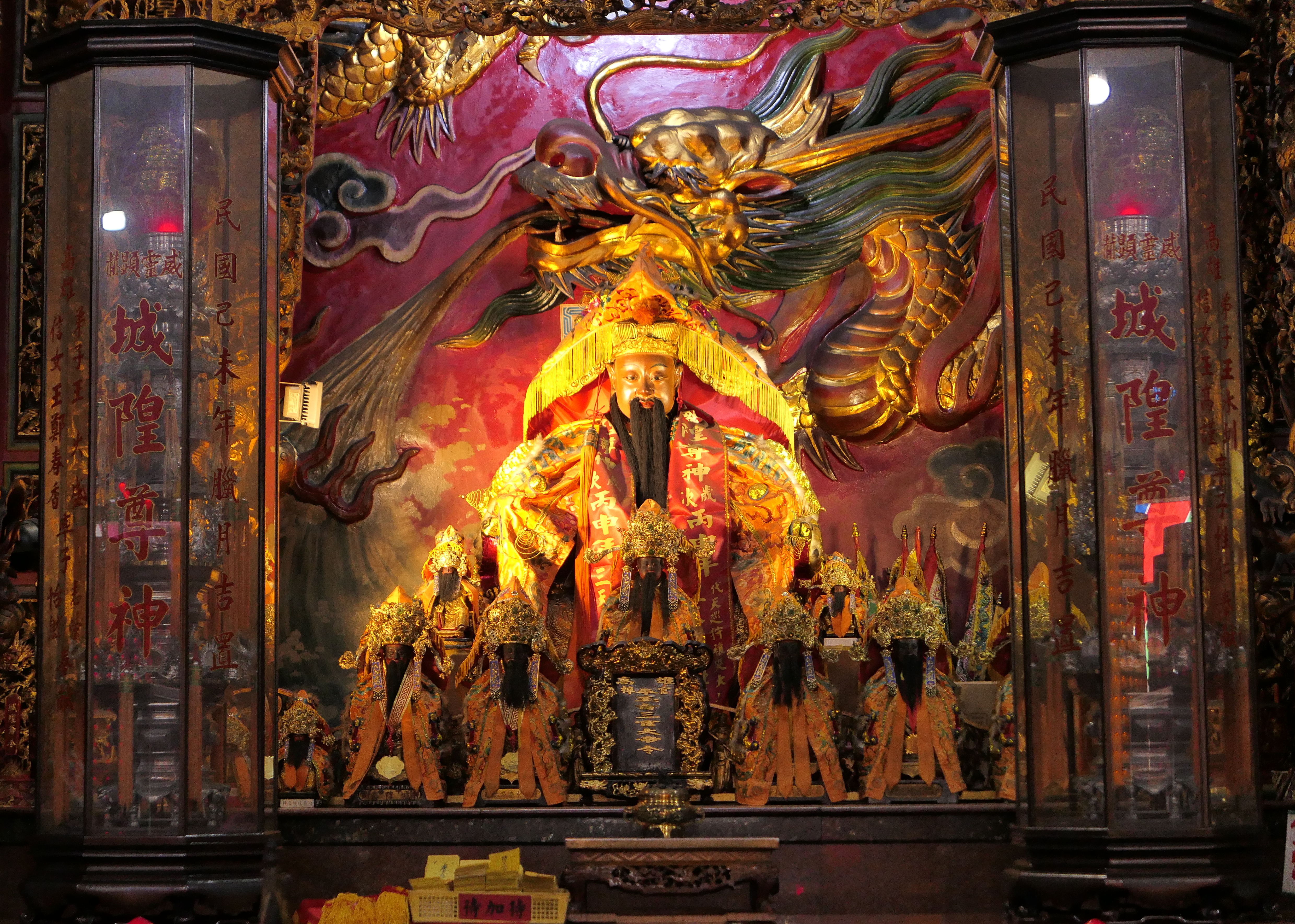
梓官城隍廟城隍神像

相傳一名菜販在前往廍後賣菜的途中，乍見卓肇昌行色匆匆駕白馬奔馳而來，卓肇昌在菜販面前停下，請託菜販通知他的家人他即將赴往梓官上任的消息，便策馬離去。菜販抵達廍後卓家後，才得知卓肇昌早已在前晚過世的消息，享年54歲；同一時間，梓官發生一件僵持不下的土地糾紛案件，知縣無法解決，原本請託池府千歲主持公道，因池府千歲不善解決訴訟官司，轉請城隍爺審理，案件旋即順利迎刃而解。此事傳開後，梓官的百姓便將境主改成城隍爺並塑像奉祀，原千歲廟的池王爺為副境主。相傳卓肇昌身後之時，適逢梓官城隍廟的城隍爺神像開面，因此廍後一帶居民咸信梓官城隍便是卓肇昌身後而來。